# Marcin Libicki
Marcin Wojciech Libicki (n. 2 februarie 1939, Poznań, Polonia) este un om politic polonez, membru al Parlamentului European în perioada 2004-2009 din partea Poloniei.
1. ↑  Marcin LIBICKI
2. ↑  Deputații în Parlamentul European
3. ↑   https://orka.sejm.gov.pl/ArchAll2.nsf/Glowny?OpenFrameset&kad=1, accesat în 24 august 2024 Lipsește sau este vid: |title= (ajutor)